# IOTA (programari)
IOTA és un sistema programari de comptabilitat (poden ser objectes diversos : modenes, dispositius...) de codi obert. IOTA s'executa damunt una xarxa de seguretat DAG (Graf acíclic dirigit) en comptes del sistema Blockchain. IOTA funciona d'igual a igual (peer-to-peer), amb transaccions realitzades directament entre usuaris, però amb un coordinador intermediari.

## Característiques

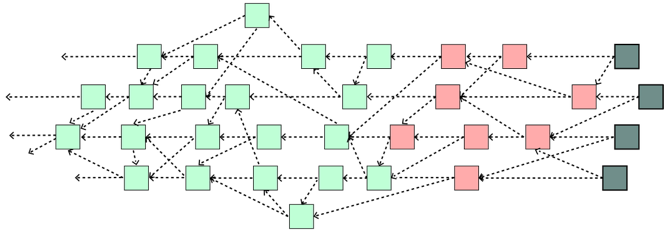
Fig.1 Arquitectura de Tangle

- Fig.1 Arquitectura de TangleIOTA es diferencia de Blockchain en que no té ni blocks ni chains (cadenes).
- La major innovació darrera IOTA és el concepte de Tangle, que és una tecnologia amb arquitectura de comptabilitat d'objectes distribuïts.
- És similar a Blockchain en que té una base de dades distribuïda en xarxa P2P.
- IOTA usa criptografia basada en hash Winternitz en comptes de criptografia corba el·líptica (ECC). L'ECC és més lenta.

## Aplicacions
Comptabilitat de diferents objectes : moneda (bitcoins), dispositius d'internet de les coses, venda de serveis via micropagaments (amplada de banda, electricitat...)